# Свјетска влада
Свјетска влада означава појам заједничког политичког ауторитета за цијело човјечанство, стварајући глобалну владу и једну државу.
Тренутно не постоји извршна, законодавна, судска, војна или уставна власт која би имала надлежност над цијелом планетом. Организација уједињених нација је ограничена на само савјетовану улогу, а њена сврха је да подстакне сарадњу између постојећих националних влада, а не да врши власт над њима.